# Stracone złudzenia (film)
Stracone złudzenia (ang. The Fallen Idol) – brytyjski film noir z 1948 roku w reżyserii Carola Reeda, zrealizowany na podstawie opowiadania Grahama Greene'a. Zdjęcia kręcono w Londynie, w dzielnicy Belgravia oraz w Regent’s Park.

## Obsada
- Ralph Richardson jako Baines
- Michèle Morgan jako Julie
- Sonia Dresdel jako pani Baines
- Bobby Henrey jako Philippe
- Denis O’Dea jako inspektor Crowe
- Jack Hawkins jako detektyw Ames
- Walter Fitzgerald jako dr Fenton
- Dandy Nichols jako Mrs. Patterson
- Joan Young jako pani Barrow
- Karel Stepanek jako pierwszy sekretarz
- Gerard Heinz jako ambasador
- Torin Thatcher jako policjant
- James Hayter jako Perry
- Geoffrey Keen jako detektyw Davis
- Bernard Lee jako detektyw Hart
- John Ruddock jako dr Wilson
- Hay Petrie jako pracownik nakręcający zegar
- Dora Bryan jako Rose
- George Woodbridge jako sierżant policji[2]